# Okresní hokejové přebory
Okresní hokejové přebory jsou nejnižší hokejová soutěž v České republice.

## Jednotlivé okresní soutěže

### Zlínský
Kroměříž nemá okresní přebor.

#### Okres Uherské Hradiště
Uherské Hradiště
Stránky Okresní hokejové ligy www.ohl-uh.cz

#### Okres Zlín

##### Systém soutěže (v sezoně2008–09)
Přeboru se účastní 8 celků, které hrají v základní části dvoukolové každý s každým, pak nadstavbová část (celkem 28 kol).
Ze soutěže se nesestupuje.

##### Kluby v sezoně2008–09
- HC Napajedla
- HC Vizovice
- HC Uherský Brod
- HC Baťovka
- Rudí kohouti
- KAS Napajedla
- BUM Zlín
- Lizzaran Šneci

### Jihomoravský
Znojmo, Hodonín a Břeclav nemají okresní přebory.

#### Okresy Blansko, Brno-Město, Brno-Venkov a Vyškov
Okres Blansko:
V sezóně 2022/23 se okresního přeboru Blansko účastní 8 mužstev.
Účastníci v sezóně 2022/23:
- HC Laviny
- HC Veverská Bítýška
- TJ Sokol Rájec-Jestřebí
- Spartak Adamov
- Tatran Hrušky
- TJ Sokol Březina
- TJ Sokol Černá Hora
- HC Zastávka

### Moravskoslezský

#### Okres Bruntál

##### Systém soutěže (v sezoně2008–09)
Přeboru se účastní 11 celků rozděleny do dvou skupin, které hrají v základní části dvoukolově každý s každým (celkem : Skupina A 8 kol, Skupina B 10 kol).
Ze soutěže se nesestupuje.

##### Kluby v sezoně2008–09
Skupina A:
- TJ Horní Benešov B
- Ice Dogs Krnov
- HC Rýmařov
- TS Batex Bruntál
- HC Lomnice

Skupina B:
- SK Malá Morávka
- HC Tučňáci Krnov
- HC Grizzlies Rýmařov
- HC Rebyd Svobodné Heřmanovice
- HC Železná
- SK Medvědi Rýmařov

#### Okres Opava

##### Systém soutěže (v sezoně2008–09)
Přeboru se účastní 11 celků, které hrají v základní části dvoukolově každý s každým (celkem 20 kol).
Ze soutěže se nesestupuje.

##### Kluby v sezoně2008-09
- HC Buly centrum Kravaře
- HC Auto Kuzník Opava
- SK Kravaře
- HC Draci Opava
- HC Bijci Opava
- TJ Slavia Malé Hoštice
- HC Lipina Markvartovice
- HC Prajz Hlučín
- HC Kozel Těškovice
- HC Hať
- HC Jelen Kyjovice

#### Okresy Nový Jičín, Ostrava-město, Karviná, Frýdek-Místek a Opava

##### Systém soutěže (v sezoně2008–09)
Přeboru se účastní 16 celků, které hrají v základní části dvoukolově každý s každým (celkem 30 kol).
Ze soutěže se nesestupuje.

##### Kluby v sezoně2008–09
- HC Stará Bělá
- HC Králíkáři Krásné Pole
- HC Vratimov
- HC Krásné Pole
- HC Jestřábi Třinec
- SK Ostrava
- Vikings TEAM Bohumín
- HC Sokol Stará Bělá
- HC Bohumín
- Bar 66 Opava
- STAR Ostrava
- Koksovna Ostrava
- HC Petřvald - Válcovny
- HC Bítov
- VV Ostrava
- HC Venezia Ostrava

### Vysočina

#### Okresy Žďár nad Sázavou a Třebíč

##### Systém soutěže (v sezoně2008–09)
Přeboru se účastní 9 celků (z toho 3 celky z okresu Brno-Venkov), které hrají v základní části dvoukolově každý s každým (celkem 16 kol - jeden tým má v jednom kole volno).
Ze soutěže se nesestupuje.

##### Kluby v sezoně2008–09
- HC Náměšť nad Oslavou
- SK Mostiště
- Spartak Velká Bíteš B
- HC Veverská Bítýška (Brno-Venkov)
- HHK Velké Meziříčí B
- TJ Řečice
- HC Sokol Křižanov
- TJ Šerkovice (Brno-Venkov)
- HC Nedvědice B (Brno-Venkov)

#### Okresy Pelhřimov a Havlíčkův Brod

##### Systém soutěže (v sezoně2008–09)
Přeboru se účastní 9 celků, které hrají v základní části dvoukolově každý s každým (celkem 16 kol - jeden tým má v jednom kole volno).
Ze soutěže se nesestupuje.

##### Kluby v sezoně2008–09
- HC Ledeč nad Sázavou
- HC Spartak Pelhřimov B
- So Čejov
- HC Jiskra Humpolec B
- Sj Žirovnice
- HC Pelhřimov
- HC Buřenice
- SK Horní Cerekev
- HC Počátky

#### Okres Jihlava

##### Systém soutěže (v sezoně 2022–23)
Přeboru se účastní 6 celků, které hrají v základní části dvoukolově každý s každým.
Ze soutěže se nesestupuje.

##### Kluby v sezoně 2022–23
- HC Amatero Luka nad Jihlavou
- HAS Jihlava
- HC Chvojkovice - Brod
- HC Velký Beranov
- HC Větrný Jeníkov
- HC Smrčná

### Jihočeský

#### Okres Tábor
Sezóna 2012/2013
V okrese se hraje okresní přebor, 5 mužstev a okresní soutěž, 11 mužstev
Okresní přebor (nehraje se od sezóny 2013/2014)
HC Aston,
HC Multidekor,
HC Sezimovo Ústí,
HC Těžký draci,
HC Kolence.
Okresní soutěž, 2013/2014 nejvyšší soutěž okresu
HC Bechyně,
HC Čenkov,
HC Dražice,
HC Žraloci,
HC Chýnov,
HC Jistebnice,
HC Mladá Vožice,
HC Nová Ves,
HC Opařany,
HC Predátors,
TJ Radkov, HC Multideko
EXTERNÍ ODKAZY
http://oshl.webnode.cz/propozice-op-a-os-ledniho-hokeje-2011-2012/
Okresní svaz ledního hokeje, předsednictvo Jaroslav Pátek, Břetislav Koláček, Karel Deim, Jakub Macák, Michal Talpa, Josef Buriánek

#### Okres (sdružený) Český Krumlov a České Budějovice
Týmy v sezóně 2012/2013
TJ Hluboká "B",
HC Slavoj Český Krumlov "B",
SKH Hluboká,
HC David servis České Budějovice "B",
HC Monto,
HC Aspera,
Rychta Netolice,
HC Větřní,
HC Sharks Český Krumlov

### Pardubický

#### Okres Chrudim
Účastníci v sezóně 2014/2015
- AHC Čankovice
- HC Bítovany
- Torpédo Pardubice
- Vysmátý zmije Pardubice
- HC Hlinsko "B"
- Jiskra Skuteč
- TJ Sokol Česká Bělá
- Holomci Jezbořice